# Fèlix de Tolosa
Fèlix (mort vers 670/676) fou un patrici i duc de Tolosa o Aquitània, governador suposat de l'Aquitània. Se l'esmenta als Miracula Martialis. A partir del 673 apareix ja com a dux Llop I, que hauria estat un dels fideles de Fèlix i que va presidir un concili a Bordeus la primera meitat del 673, el que donaria suport al domini de Fèlix i Llop I sobre el Tolosà i Gascunya. Com que Fèlix estaria viu encara el 673 s'ha suposat que Llop I es va revoltar contra el seu senyor amb el suport dels vascons; els bascs anomenen a Llop I com a Lupo I Otxoa (el Llop).

## Nota
1. ↑  Hi ha dubtés si era duc de l'Aquitània d'Austràsia formada per l'Albigès, Carci, Velai i Gavaldà, o de l'Aquitània de Nèustria, la capital de la qual era Tolosa, si bé aquesta segona possibilitat sembla més lògica a la vista dels fets coneguts; Devic i Vaisette a la seva Història General del Llenguadoc, atribueixen a Llop (i per tant a Fèlix el seu antecessor) la consideració de duc de l'Aquitània d'Austràsia, perquè induïts per la carta d'Alaon, suposen la resta d'Aquitània en poder dels ducs Boggis i Bertran; una vegada descoberta la falsedat de la carta un segle després del temps dels dos dominics, i aclarida la inexistència de Boggis i Bertran, és més probable que els ducs coneguts fossin de Tolosa; a l'Aquitània austrasiana potser ni tan sols hi havia ducs sinó comtes